# Reyl & Cie
REYL Intesa Sanpaolo, dont la raison sociale est REYL & Cie SA, est un groupe bancaire diversifié et entreprenarial basé à Genève en Suisse. Fondé en 1973 par le français Dominique Reyl et deux associés sous le nom de Compagnie financière d’études et de gestion (CFEG), il est depuis 2008 dirigé par le fils de Dominique Reyl, François Reyl.
La banque est condamnée dans le cadre de l'affaire Cahuzac.

## Histoire
En 1973, le Français Dominique Reyl fonde avec deux associés la Compagnie financière d’études et de gestion (CFEG), une entreprise spécialisée dans la gestion financière basée à Genève (Suisse).
En janvier 1988, la Compagnie financière d’études et de gestion change de raison sociale et devient Reyl & Cie SA . La société poursuit les activités de gestion de patrimoine de l’ancienne raison sociale.
En 1999, la société Reyl & Cie SA obtient de la Commission fédérale des banques (actuelle Autorité fédérale de surveillance des marchés financiers) le statut de négociant en valeurs mobilières.
En 2002, François Reyl, le fils du fondateur Dominique Reyl, est recruté dans l'entreprise en qualité de directeur exécutif. L’arrivée de François Reyl amorce le début de l’expansion à l’étranger .
En 2003, Reyl & Cie SA lance Reyl Funds, marquant les débuts de la société dans le secteur des fonds d’investissements .
En 2006, la société Reyl & Cie SA concrétise un peu plus ses projets de diversification avec le lancement, à Genève, de la société Reyl Prime Solutions SA. La même année, le groupe lance des fonds d’investissements pour clients institutionnels.
En 2011, le groupe poursuit son expansion avec l’ouverture d’une succursale Reyl & Cie AG à Zurich et la création de la société Reyl Overseas Ltd, une nouvelle société de gestion de fortune basée à Zürich , contrôlée par la  Securities and Exchange Commission (SEC) et destinée à la clientèle nord-américaine en règle (US Fédéral tax compliant clients).
L’année 2012 une deuxième succursale est ouverte en Suisse, à Lugano. En 2013, Reyl & Cie SA ouvre une nouvelle filiale à Londres sous la raison sociale Reyl & CO (UK) LLP. En 2014, Reyl & Cie SA lance son service Asset Services . La même année, Reyl & Cie SA passe le cap des 10 milliards de francs suisses sous gestion.
Durant l'année 2015, Reyl & Cie SA obtient sa licence maltaise. En octobre de la même année, le groupe Reyl annonce l'obtention d'une licence de la Dubai Financial Services Authority pour Reyl Finance (MEA) Ltd qui vise en priorité les marchés du Moyen-Orient et de l'Afrique de l'Est.
L’année 2020 est marquée par l’annonce de la création d’Alpian SA, une nouvelle banque privée 100% digitale. Elle obtient sa licence bancaire auprès de la FINMA en 2022.
En 2021, le Groupe REYL a conclu un partenariat stratégique majeur avec Fideuram - Intesa Sanpaolo, un acteur bancaire européen de premier plan, dans le cadre duquel Fideuram ISP a acquis une participation de 69 % dans le Groupe REYL.
En janvier 2022, REYL a acquis une participation de 40 % dans 1875 Finance, un multi-family office et gestionnaire de fortune indépendant basé à Genève, qui gère plus de 13 milliards de francs suisses d'actifs pour des clients privés.
En 2025, une enquête du Monde révèle que l’établissement genevois a abrité les fortunes de plusieurs personnalités politiques sensibles, sans toujours respecter les garde-fous antiblanchiment. A ce titre elle fait l’objet d’une enquête des autorités suisses,.

## Partenaires
- En 2018, REYL, Banque Pâris Bertrand Sturdza et Bordier décident de développer une coentreprise, Hermance Capital Partners, pour investir dans le capital-investissement[22]. Pâris Bertrand été rachetée en 2021 par la filiale suisse de Rothschild & Co. AG. Hermance Capital Partners est à ce jour une division de cette dernière[23].
- En 2022, REYL & Cie et 1875 Finance concluent un accord par lequel REYL acquiert une participation de 40 % dans 1875 Finance Holding[19].

## Actifs sous gestion
Entre 2011 et 2012, REYL & Cie SA a vu sa masse sous gestion augmenter de près de 60 % pour s’établir à CHF 7,3 milliards.
Entre 2012 et 2013, la masse sous gestion a progressé de 24 % pour s’établir à CHF 9,1 milliards.
Entre janvier et septembre 2014, REYL & Cie SA a enregistré une croissance de la masse sous gestion de 17,6 % pour atteindre les CHF 10,7 milliards.
En 2022, REYL & Cie augmente de 37 % ses avoirs sous gestions en l'espace d'un an et atteint 18,1 milliards de francs. En incluant les avoirs administrés de toutes ses filiales, dont le gérant indépendant 1875 Finance, ses avoirs globaux ont bondi de 52 % pour atteindre 38,7 milliards de francs.

## Direction
Le conseil d’administration du groupe REYL & Cie SA se compose de Dominique Reyl, français et fondateur du groupe, Michel Broch, Christian Merle, Maurice de Preux, Yves Claude Aubert, Liane Elias Hoffman, Ruth Metzler-Arnold, Tommaso Corcos, Lino Mainolfi et Riccardo Barbarini.
La direction du groupe est assurée par les associés François Reyl, directeur général, Pasha Bakhtiar, Nicolas Duchêne, Christian Fringhian et Lorenzo Rocco Di Torrepadula.

## Philanthropie
Depuis 2014, REYL soutient la vie culturelle locale en contribuant à la promotion de l’Orchestre de la Suisse Romande. REYL est également partenaire de l’alpiniste Sophie Lavaud, première suissesse à gravir les 14 sommets de plus de 8 000 mètres en juin 2023.

## Affaire Cahuzac
Dans le cadre de l'affaire Cahuzac, REYL & Cie fait l'objet d'une demande d'information par le juge Renaud Van Ruymbeke sur le compte par lequel aurait transité des fonds à destination de Singapour. L'enquête journalistique précise qu'en 1994, le Français Dominique Reyl avait créé la société Hervé Dreyfus Finance avec son demi-frère, le gestionnaire de fortune Hervé Dreyfus, également Français et dont le nom est aussi associé à l'affaire Cahuzac,. Après avoir entendu l'ancien cadre de l'établissement, le 18 avril 2013, le Parquet de Paris ouvre une information judiciaire pour « blanchiment de fraude fiscale » le 31 mai afin que le juge Renaud Van Ruymbeke puisse se pencher sur les activités de la banque. Le 29 octobre 2013, la banque annonce sa mise en examen. Le 8 décembre 2016, la banque est condamnée à 1,875 million d'euros d'amende pour avoir participé à la dissimulation du transfert de l'argent de Jérôme Cahuzac vers Singapour ; François Reyl est condamné à un an de prison avec sursis et 375 000 euros d'amende. En janvier 2017, la banque et François Reyl décident d'interjeter appel de leur condamnation, avant de se désister de leur pourvoi en août 2017.
La banque est condamnée à une amende de 5,75 millions d’euros en 2023. La banque REYL, son directeur François Reyl et Philippe Houman sont en outre condamnés solidairement à verser 50 000 euros à l’État français, pour indemniser un préjudice moral en matière de lutte contre la fraude fiscale. Le montant total résiduel dû par la Banque en 2023 s'élève à 1,2 million d'euros, marquant ainsi la clôture définitive du dossier en France. De son côté, la Banque estime avoir en tout temps respecté les obligations de droit suisse qui s’imposaient à elle à l’époque des faits.